# Nyírbátor
Nyírbátor ([ˈɲiːɾbaːtoɾ]IPA, rumunsky Nir Bător) je město v župě Szabolcs-Szatmár-Bereg ve východní části Maďarska. Je centrem stejnojmenného okresu. Nachází se na samotném východě země, v blízkosti hranic Rumunska.

## Historie
První písemný záznam týkající se osady pochází z roku 1279. Jméno osady je odvozeno od tureckého slova „batir“, což je označení pro kladného hrdinu. Král Karel I. Robert udělil roku 1330 osadě trhové právo.
Panstvo a okolní území tehdy vlastnil rod Gutkeled, jehož členové přišli ze Švábska kolem roku 1040. Přišli sem také Františkáni, kteří zde postavili v roce 1480 klášter v gotickém stylu. V této době vznikla také řada dalších významných staveb, které připomínají bohatou minulost města; jedná se např. o reformovaný kostel, který vznikal v letech 1488 až 1511 a má renesanční věž. Během turecké okupace Uher byl zničen místní minoritní kostel. Po osvobození byl obnoven v barokním stylu.
Osadu následně získali Báthoryové, kteří také patří do rodu Gutkeled. Báthoryové, za jejichž vlády se z osady stalo město, administrativní centrum a významné pohřebiště, vlastnili Nyírbátor až do smrti prince Gabriela Báthoryho v roce 1613.
V roce 1549 zde bylo rozhodnuto o připojení Sedmihradska k Uhrám. To nicméně vyvolalo spory o vlastnictví města, neboť místní šlechta byla více ochotná spíše přihlížet k zájmům sedmihradských knížat, než těch uherských. Roku 1560 se ve městě narodila uherská hraběnka Alžběta Báthoryová. Dnes se zde také nachází hrob Štěpána Báthoryho.
V 18. století se stalo kdysi provinční město nepříliš rozvinutou obcí. Mapy prvního vojenského (josefinského) mapování z konce 18. století jej zobrazují jako vesnici s několika ulicemi obklopenou zahradami a vinicemi. Poblíž vsi se nacházel močál. 
Během správní reformy v roce 1872 přišel Nyírbátor o statut města, který obdržel až v roce 1973. Na mapách vojenského mapování třetího byl patrný již i parní mlýn v severní části města. Později byla do jeho blízkosti zavedena (nejspíše v počátku 20. století) i železniční trať, která uspíšila rozvoj města, výstavbu nové uliční sítě a nových domů. Podle posledního rakousko-uherského sčítání lidu zde byla zjištěna velmi rozmanitá náboženská struktura obyvatelstva, nicméně nejvíce byl zastoupen protestantský prvek.

## Kultura
Ve městě se nachází muzeum Štěpána Báthoryho, a to v části kláštera. Nachází se v něm etnografická sbírka. V jeho blízkosti se nachází také dřevěná zvonice z roku 1640, jedna z nejstarší na území současného Maďarska. Má dva zvony. 
V Nyírbátoru stojí také lázně.
Každý srpen se zde pravidelně koná festival s názvem Dny hudby, a to již od roku 1967. V roce 1992 zde byl poprvé uspořádán mezinárodní festival pouličního divadla.

## Doprava
Do Nyírbátoru nevedou žádné významnější silnice ani dálnice. Město je nicméně železniční křižovatkou. Z jeho nádraží směřují tratě do několika směrů, včetně vlečky do místních průmyslových závodů.

## Sport
Ve městě sídlí fotbalový klub Nyírbátori FC.

## Známé osobnosti
- Meshulam Gross, maďarsko-americký podnikatel
- Alžběta Báthoryová, přezdívaná Čachtická paní
- Lajos Molnár (13. 10. 1946 – 23. 3. 2015), lékař a bývalý maďarský ministr zdravotnictví

## Galerie

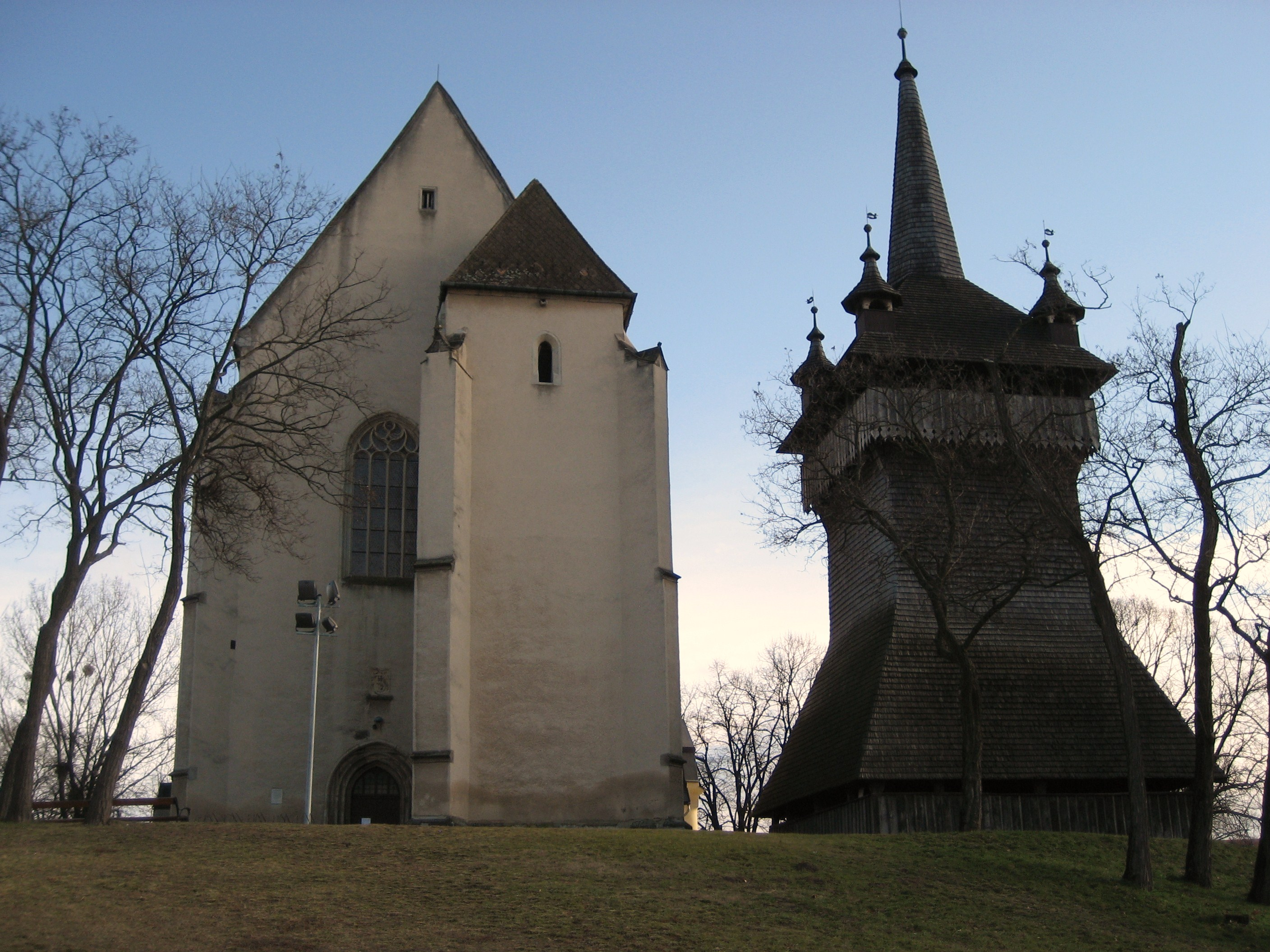
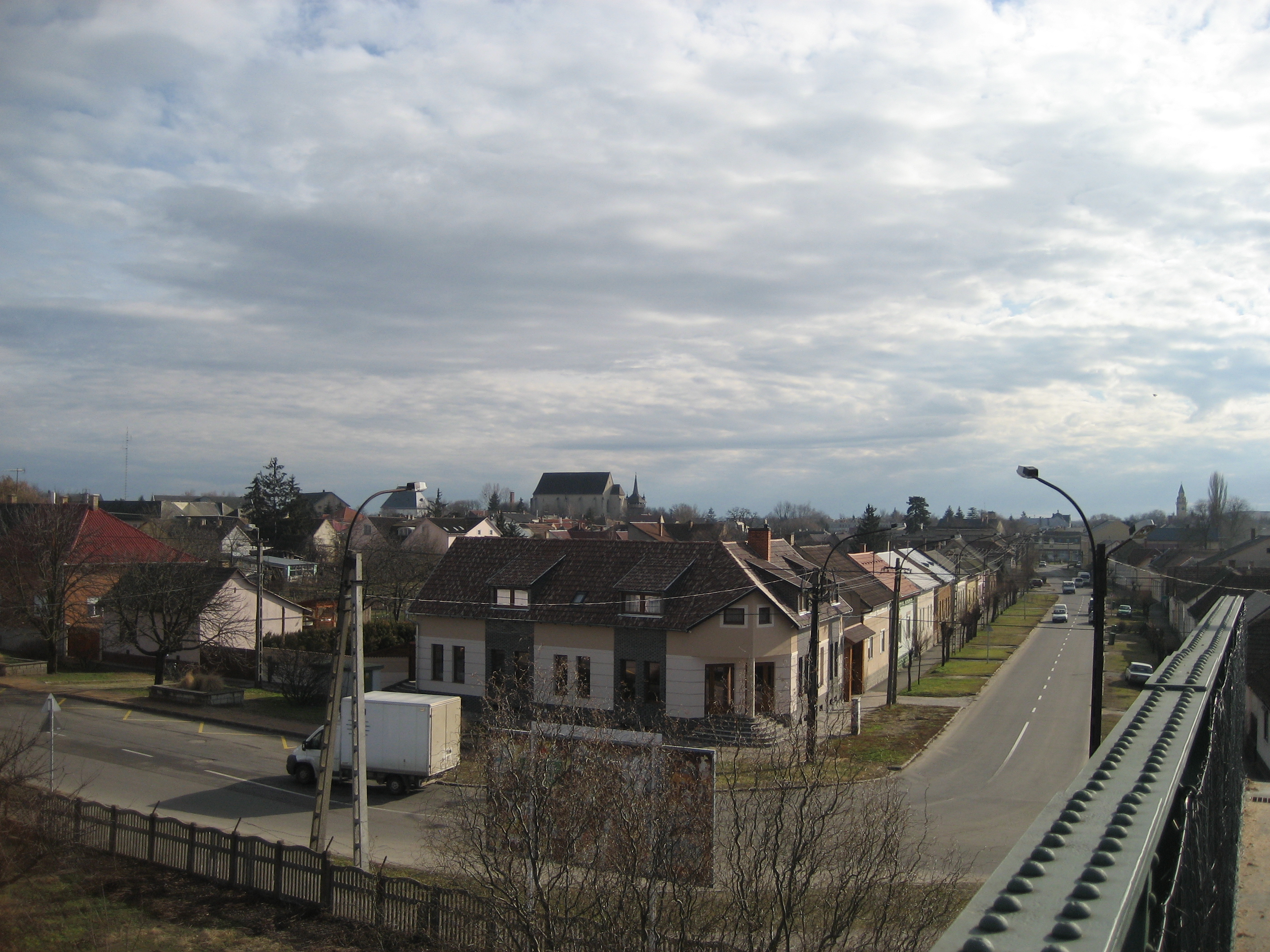
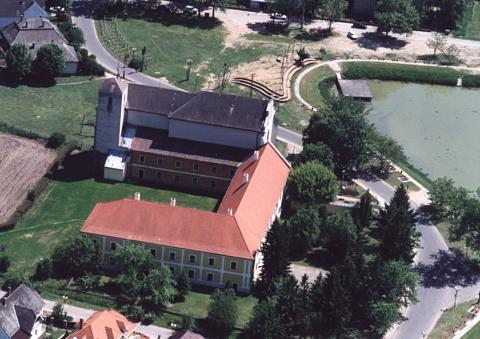
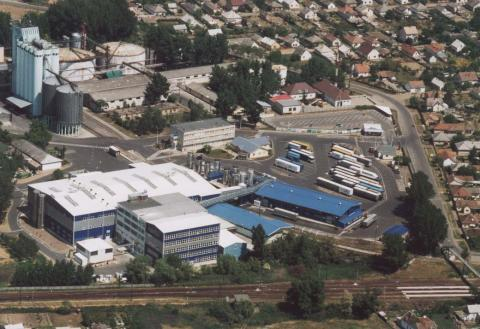

## Partnerská města
- Carei, Rumunsko
- Grodno, Bělorusko
- Rawa Mazowiecka, Polsko
- Şimleu Silvaniei, Rumunsko
- Vynohradiv, Ukrajina